# Silvisaurus condrayi
Silvisaurus condrayi es la única especie conocida del género extinto Silvisaurus (lat. “lagarto del bosque”) de dinosaurio tireóforo nodosáurido, que vivió a mediados del período Cretácico, hace aproximadamente 113 y 105 millones de años, en el Albiense, en lo que es hoy Norteamérica. Un fósil de la especie fue descubierto en los años cincuenta por el ganadero Warren H. Condray de Wells, Kansas. Notificó al senador Frank Carlson, quien lo dirigió al rector de la Universidad de Kansas, Franklin David Murphy. Murphy envió al preparador del departamento de paleontología de vertebrados del museo de historia natural de la universidad, Russell R. Camp, a investigar el asunto. En julio de 1955, Camp, con la ayuda de Condray, recuperó el esqueleto de un dinosaurio. Camp y Glenn H. Marihugh lo prepararon. En 1961, el hallazgo fue descrito y nombrado por Theodore H. Eaton jr., También de la Universidad de Kansas, como la especie tipo Silvisaurus condrayi. El nombre genérico se deriva del latín silva , "bosque", en referencia al hábitat probablemente densamente boscoso del animal. El nombre específico honra a Condray. Hasta la fecha, Silvisaurus incluye solo la especie tipo.

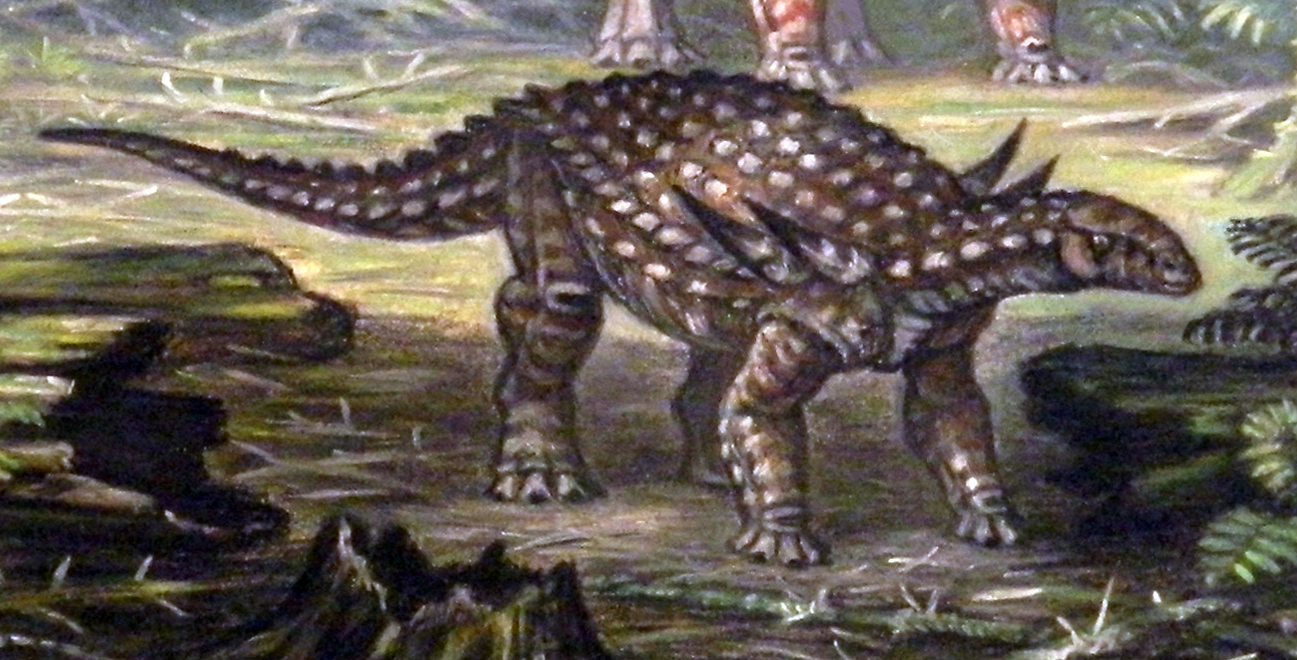
Restauración

El holotipo , KU 10.296, fue encontrado en las exposiciones de la Terracota Arcilla miembros de la Formación Dakota de finales Albiense principios del Cenomaniense en Kansas, y consta de un esqueleto incompleto con el cráneo. Incluye la mandíbula, ocho vértebras del cuello, diez vértebras dorsales, un sacro de seis vértebras, tres vértebras de la cola, un fragmento de pubis izquierdo, el extremo inferior del fémur derecho y una falange del dedo del pie. Además, se descubrieron placas desarticuladas y picos de la armadura corporal. La condición del fósil era mala, ya que los huesos habían quedado expuestos en el fondo del lecho de un río seco y habían sido desgastados y pisoteados por el ganado. Algunos elementos solo estaban presentes como impresiones o moldes naturales.
Según los restos, se estima que el animal medía aproximadamente 4 metros de largo. Su cráneo mide 33 centímetros de largo y 25 de ancho. El paladar secundario óseo está poco desarrollado en Silvisaurus, el dentario incluye al menos veinticinco dientes, las trompas basales del basioccipital son bulbosas y cada premaxilar tiene de ocho a nueve dientes.
La presencia de dientes en la parte frontal de la mandíbula sugiere que este pudo haber sido un nodosáurido relativamente primitivo, ya que la mayoría de las formas posteriores tenían en su lugar un pico desdentado. Además de los osteodermos redondeados y poligonales habituales , Silvisaurus también puede haber lucido espinas óseas en los hombros y la cola. La cabeza contenía grandes conductos de aire, que pueden haber sido utilizados para vocalizaciones fuertes, presumiblemente para la comunicación.
Este taxón representa un nodosaurido relativamente primitivo y Vickaryous et al. en 2004 han declarado que " Sauropelta edwardsorum, Silvisaurus condrayi y Pawpawsaurus campbelli forman una politomía basal anidada en las profundidades de Cedarpelta".